# Освајачи олимпијских медаља у атлетици — 800 метара за жене
Освајачице олимпијских медаља у атлетици у дисциплини 800 м за жене приказане су у доњој табели. Дисциплина је била на програму првих олимпијких игара на којим су у атлетици учествовале и жене. То је било на Олимпијским играма 2008. у Амстердаму. Пошто је после трке на 800 м неколико тркачица, потпуно исцрпљених, пало после циља, противници женског спорта су проценили да жене једноставно нису довољно снажне да издрже напоре дугих атлетских трка. Тако је на Олимпијском конгресу у Берлину 1930. изгласана забрана трка за жене дуже од 200 м! И та одлука се одржала пуне 32 године, све до Олимпијских игара 1960. у Риму.
| Дисциплина                  |                                      | Резултат      |                                     | Резултат |                                       | Резултат |
| Амстердам 1928. детаљи      | Лина Радке · Немачка                 | 2:16,8 ОР °   | Кинуе Хитоми · Јапан                | 2:17,6   | Инга Јенсел · Шведска                 | 2:17,8   |
| Рим 1960. детаљи            | Људмила Шевцова · Совјетски Савез    | 2:04,3 СР¹    | Бренда Џоунс · Аустралија           | 2:04.4   | Урсула Данат · Уједињени тим Немачке² | 2:05.6   |
| Токио 1964. детаљи          | Ен Пакер · Уједињено Краљевство      | 2:01.1 СР     | Маривон Дипире · Француска          | 2:01.9   | Мариз Чејмберлен · Нови Зеланд        | 2:02.8   |
| Мексико Сити 1968. детаљи   | Мадлен Манинг · Сједињене Државе     | 2:00.9 ОР     | Илеана Силаи · Румунија             | 2:02.5   | Миа Гомерс · Холандија                | 2:02.6   |
| Минхен 1972. детаљи         | Хилдегард Фалк · Западна Немачка     | 1:58.6 ОР     | Нијоле Сабаите · Совјетски Савез    | 1:58.7   | Гунхилд Хофмајстер · Источна Немачка  | 1:59.2   |
| Монтреал 1976. детаљи       | Татјана Казанкина · Совјетски Савез  | 1:54.94 СР    | Николина Штерева · Бугарска         | 1:55:42  | Елфи Цин · Источна Немачка            | 1:55.60  |
| Москва 1980. детаљи         | Надежда Олизаренко · Совјетски Савез | 1:53.43 СР ОР | Олга Минејева · Совјетски Савез     | 1:54.81  | Татјана Провидокина · Совјетски Савез | 1:55:46  |
| Лос Анђелес 1984. детаљи    | Дојна Мелинте · Румунија             | 1:57.60       | Ким Галагер · Сједињене Државе      | 1:58.63  | Фита Ловин · Румунија                 | 1:58.83  |
| Сеул 1988. детаљи           | Сигрун Водарс · Источна Немачка      | 1:56.10       | Кристине Вахтел · Источна Немачка   | 1:56.64  | Ким Галагер · Сједињене Државе        | 1:56.91  |
| Барселона 1992. детаљи      | Елен ван Ланген · Холандија          | 1:55.54       | Љиља Нурудинова · Уједињени тим³    | 1:55.99  | Ана Фиделија Кирот · Куба             | 1:56.80  |
| Атланта 1996. детаљи        | Светлана Мастеркова · Русија         | 1:57.73       | Ана Фиделија Кирот · Куба           | 1:58.11  | Марија Мутола · Мозамбик              | 1:58.71  |
| Сиднеј 2000. детаљи         | Марија Мутола · Мозамбик             | 1:56.15       | Штефани Граф · Аустрија             | 1:56.64  | Кели Холмс · Уједињено Краљевство     | 1:56.80  |
| Атина 2004. детаљи          | Кели Холмс · Уједињено Краљевство    | 1:56.38       | Хасна Бенхаси · Мароко              | 1:56.43  | Јоланда Чеплак · Словенија            | 1:56.43  |
| Пекинг 2008. детаљи         | Памела Џелимо · Кенија               | 1:54.87       | Џенет Џепкостеи · Кенија            | 1:56.07  | Хасна Бенхаси · Мароко                | 1:56.73  |
| Лондон 2012. детаљи         | Марија Савинова · Русија             | 1:56,19       | Кастер Семења · Јужна Африка        | 11:57,23 | Јекатерина Поистогова · Русија        | 1:57,53  |
| Рио де Жанеиро 2016. детаљи | Кастер Семења · Јужна Африка         | 1:55,28       | Френсин Нијонсаба · Бурунди         | 1:56,49  | Маргарет Ниаирера Вамбуа · Кенија     | 1:56,89  |
| Токио 2020. детаљи          | Ејтинг Му Сједињене Државе           | 1:55,21       | Кили Хоџкинсон Уједињено Краљевство | 1:55,88  | Ревин Роџерс Сједињене Државе         | 1:56,81  |
| Париз 2024. детаљи          | Кили Хоџкинсон Уједињено Краљевство  | 1:56,72       | Циге Дугума Етиопија                | 1:57,15  | Мери Мора Кенија                      | 1:57,42  |
| Лос Анђелес 2028.           |                                      |               |                                     |          |                                       |          |

- ¹ Светски рекорд
- ° Олимпијски рекорд
- ² Олимпијци Западне и Источне Немачке наступали као једна екипа.
- ³ Екипа ЗНД је наступила под олимпијском заставом

## Биланс медаља 800 м за жене
Стање после ЛОИ 2024.
| Ранг | Држава                 | Злато | Сребро | Бронза | Укупно |
| ---- | ---------------------- | ----- | ------ | ------ | ------ |
| 1.   | Совјетски Савез        | 3     | 2      | 1      | 6      |
| 2.   | Уједињено Краљевство   | 3     | 1      | 1      | 5      |
| 3.   | Сједињене Државе       | 2     | 1      | 2      | 5      |
| 4.   | Русија                 | 2     | -      | 1      | 3      |
| 5.   | Источна Немачка        | 1     | 1      | 2      | 4      |
| 5.   | Кенија                 | 1     | 1      | 2      | 4      |
| 7.   | Румунија               | 1     | 1      | 1      | 3      |
| 8.   | Јужна Африка           | 1     | 1      | -      | 3      |
| 9.   | Холандија              | 1     | -      | 1      | 2      |
| 9.   | Мозамбик               | 1     | -      | 1      | 2      |
| 11.  | Немачка                | 1     | -      | -      | 1      |
| 11.  | Западна Немачка        | 1     | -      | -      | 1      |
| 13.  | Куба                   | -     | 1      | 1      | 2      |
| 13.  | Мароко                 | -     | 1      | 1      | 2      |
| 15.  | Аустралија             | -     | 1      | -      | 1      |
| 15.  | Аустрија               | -     | 1      | -      | 1      |
| 15.  | Бугарска               | -     | 1      | -      | 1      |
| 15.  | Јапан                  | -     | 1      | -      | 1      |
| 15.  | Француска              | -     | 1      | -      | 1      |
| 15.  | Уједињени тим³         | -     | 1      | -      | 1      |
| 15.  | Бурунди                | -     | 1      | -      | 1      |
| 15.  | Етиопија               | -     | 1      | -      | 1      |
| 23.  | Уједињени тим Немачке² | -     | -      | 1      | 1      |
| 23.  | Словенија              | -     | -      | 1      | 1      |
| 23.  | Шведска                | -     | -      | 1      | 1      |
| 23.  | Нови Зеланд            | -     | -      | 1      | 1      |
|      | Укупно 26 земаља       | 18    | 18     | 18     | 54     |